# NGC 272
NGC 272 (другое обозначение — OCL 312) — рассеянное звёздное скопление в созвездии Андромеда. Оно было открыто немецким астрономом Генрихом Луи Д’Арре 2 августа 1864 года. Джон Дрейер, проводя свои наблюдения, определил его как «большое, немного сжатое скопление». Этот объект входит в число перечисленных в оригинальной редакции «Нового общего каталога».

## Характеристики
NGC 272 — немногочисленное скопление. Возможно, оно является остатком более крупного древнего скопления, которые расположены, преимущественно, по диску нашей Галактики. В 2008 году аргентинскими астрономами был определён статус NGC 272 как рассеянного скопления. Скопление расположено в центральной части созвездия Андромеда, в районе между тремя звёздами: β Андромеды, μ Андромеды и π Андромеды.